# Mariana Urcuyo
Mariana Mercedes Urcuyo (Nicaragua, siglo XX) es representante de las  trabajadoras del hogar y de cuidados y miembro de la sección sindical de LAB.

## Biografía
Nació en Nicaragua. Es licenciada en Psicología. Es mujer migrada, racializada y ha sido trabajadora del hogar por más de diez años en Euskal Herria. Es miembro del grupo Asociación Trabajadoras No domesticadas (TND). Como representante de las trabajadoras de hogar en la sección sindical LAB Bizkaia, trabaja en la lucha por conseguir un convenio que regule el trabajo de hogar, y así mejorar las condiciones de las mujeres que realizan esta actividad. Participó activamente en la huelga feminista general el 30 de noviembre de 2023.

## Premios y reconocimientos
- 2019 Recibió un reconocimiento de la Diócesis de Bilbao por su compromiso social.[7]